# Васильева, Алёна Александровна
Алёна Александровна Васильева (род. 26 августа 1975, Ленинград) — российская художница, искусствовед, участница и организатор международных художественных выставок, конкурсов творческих работ, научных конференций и других выставочных, научных и издательских проектов в области изобразительного искусства. Член Союза художников России (2004) Общества акварелистов Санкт-Петербурга (1998), Международной ассоциации искусствоведов (АІСА, 2003), Ассоциации художников Фонда Тейлора (Франция, 2016). Кандидат искусствоведения (2003). Доцент кафедры рисунка Российского государственного педагогического университета им. А. И. Герцена (2004). Редактор русско-китайского журнала «Современный художник» (Санкт-Петербург-Москва-Пекин).
Главный творческий принцип Алены Васильевой — живопись на пленэре, всестороннее изучение, прочувствование, проживание выбранных мотивов. Художница продолжает традиции русского ландшафтного и архитектурного пейзажа. Для её проектов характерно взаимодействие разных областей художественной и научной деятельности: живописи, графики и искусствоведческих исследований; оригинальное живописное сопоставление натурных объектов. Заметен вклад художницы в диалог культур России и Китая.

## Родословная, семья
Алёна Александровна Васильева — внучка Сергея Луппова — историка, книговеда, библиографа, доктора исторических наук, заслуженного работника культуры РСФСР, основателя «Отдела истории книги» БАН и научной школы.
Сергей Павлович происходит из крупного научного рода Лупповых-Каринских. Прадедушка А. Васильевой — Павел Луппов, российский и советский историк, вятский краевед, доктор исторических наук, основоположник удмуртоведения, Заслуженный деятель науки Удмуртской АССР. Прабабушка — Нина Михайловна Каринская — дочь известного русского философа и логика М. И. Каринского. По крупицам, опираясь на сохранившиеся семейные и государственные архивы, Алёна Александровна восстанавливает родословное древо своей семьи.

В статье, посвященной предкам, она пишет: 
«В жизни каждого человека особо значима его семья и истоки его рода — ведь именно в детские годы в кругу близких родственников формируются жизненные ценности и интересы, определяется будущая судьба. В семье Сергея Павловича слились два рода: Лупповых и Каринских, и по воспоминаниям его родителей Павла Николаевича Луппова и Нины Михайловны Каринской удается проследить наш род до середины XVIII века — более восьми поколений».

## Образование
1987 — окончила Ленинградскую городскую художественную школу на канале Грибоедова (ныне — СПб ГБУ ДО «Санкт-Петербургская городская детская художественная школа»), славящуюся традициями акварельной живописи, по классу П. В. Семенова.
1993 — окончила Санкт-Петербургский государственный академический художественный лицей им. Б. В. Иогансона при Российской академии художеств.
1998 — с отличием окончила факультет изобразительного искусства Российского государственного педагогического университета им. А. И. Герцена, защитив дипломную работу по кафедре теории и истории культуры под руководством проф. М. Ю. Германа и дипломную работу по кафедре живописи под руководством доц. Е. С. Гердюка.
2003 — окончила аспирантуру кафедры рисунка Российского государственного педагогического университета им. А. И. Герцена, защитила кандидатскую диссертацию на тему: «Ритм в сценографии русских балетных спектаклей XX века» под руководством доктора культурологи, профессора Г. К. Щедриной и получила ученую степень «кандидат искусствоведения».
2009 — повышала квалификацию в Санкт-Петербургском Государственном академическом институте живописи, скульптуры и архитектуры им. И. Е. Репина.

## Учителя
Преподавателями и наставниками А. А. Васильевой в период обучения в РГПУ им. А. И. Герцена стали проф. В. А. Леднев, доц. Е. С. Гердюк, проф. Л. М. Мосолова, проф. М. Ю. Герман, проф. Г. К. Щедрина.

## Признание в профессиональном кругу
Алёна Александровна Васильева ведет активную выставочную и издательскую деятельность, отмеченную признанием профессиональных государственных и общественных организаций, грантами, дипломами и почетными грамотами:
- 2016 — Золотая медаль Российской Академии художеств «за значительный вклад в реализацию международных художественных проектов между Россией и Китаем»;
- 2016 — Диплом Российской Академии художеств за «активную творческую и педагогическую деятельность в области изобразительного искусства»,
- 2016 — Диплом Российской Академии художеств, отделение Урала, Сибири и Дальнего Востока в г. Красноярске за «плодотворную деятельность в области российско-китайских культурных связей и высокий профессионализм искусствоведческих публикаций»,
- 2009 — Почетный знак Св. Татьяны, учрежденным Советом ректоров вузов Санкт-Петербурга и Межвузовской ассоциацией «Покров», в номинации «Педагог-наставник»,
- 2009 — Почетная грамота Министерства образования и науки РФ «за многолетнюю плодотворную работу по развитию и совершенствованию учебного процесса, значительный вклад в дело подготовки высококвалифицированных специалистов»,
- 2006 — Государственная стипендия для выдающихся деятелей культуры и искусства России Министерства культуры РФ в области графики,
- 2000 — Стипендия Президента РФ,
- 2000 — Грант Министерства образования РФ Федерации в номинации «Искусство и архитектура»,
- 1998 — Грант Министерства образования РФ Федерации в номинации «Графика»,
- 1996 — Стипендией Правительства С.-Петербурга.

Алёна Александровна Васильева — лауреатка международных, российских, петербургских художественных конкурсов творческих работ:
- 2017 — лауреатка конкурса городского пейзажа «Свой город», посвященного мастеру ленинградской школы В. Коровину, организованного Музейно-выставочным центром «Петербургский художник» при поддержке Международной ассоциации «Культурный перекресток (Франция)» (Россия, Санкт-Петербург),
- 2012 — II место среди художников-живописцев в Международном фестивале искусств «Браво, Турку, 2012!» (Финляндия, г. Турку),
- 2012 — лауреатка конкурса картин «Северо-Запад России моими глазами», проводимого Генеральным консульством США (США-Россия),
- 2018—2012 — лауреатка Межвузовского творческого конкурса Святой Татьяны (Россия, Санкт-Петербург),
- 2006 — лауреатка I Всероссийского художественного конкурса «От древней Руси к новой России» (Россия, Москва)

Произведения А. Васильевой находятся в собраниях государственных музеев и галерей, крупных корпоративных и частных коллекциях России и других стран:
- Национальный музей изобразительных искусств Китая (Китай, Пекин)[англ.],
- Государственный музей Ихэюань (Китай, Пекин),
- Государственный музей Юйюань (Китай, Шанхай),
- Городской музей Сомбора (Сербия)),
- Вятский художественный музей им. В. М. и А. М. Васнецовых,
- Омский областной музей изобразительных искусств им. М. А. Врубеля,
- Музей «Выборгский замок»,
- Библиотека Российской академии наук,
- Музей Сианьской академии художеств (Китай, Сиань),
- Музей Академии художеств провинции Ганьсу (Китай, Ланьчжоу),
- Музей «Brush Art Channel CCTV» (Китай, Пекин),
- Музей «China Vision Capital Art» (Китай, Пекин, Ланьчжоу),
- Музей искусств № 958 (Китай, Харбин),
- Музей фарфора (Китай, провинция Хэбэй),
- Beijing Sanchuan International Art Gallery (Китай, Пекин),
- Правительство Ланьчжоу (Китай),
- Галерея Lon Han In (Китай, Пекин),
- Выставочный центр корпорации CEG (Китай, Шанхай),
- I-Gallery (Франция, Париж),
- Villa Tiziana (Италия, Венеция),
- корпоративные и частные коллекции России, Франции, Германии, Италии, Сербии, Турции, Китая, Гонконга, Тайваня, Канады.

## Творческая и выставочная деятельность
М. Ю. Герман написал о творчестве художницы: 
«Ей дороже всего самое простое, много раз писавшееся, когда можно целиком сосредоточиться на самом „веществе искусства“. Писать „вечное“ (в живописи это природа, вещи, лица) — для этого надобно мужество, умение, как писал Редьярд Киплинг, „верить себе, когда все в тебе сомневаются“. Мир, изображаемый художницей, прост и знаком. Иное дело — увиден этот мир собственный незамутненным взглядом и преображен в то самое „вещество искусства“, в котором „простое“ открывает свои далеко не такие уж простые качества».

### География творчества
Алёна Васильева путешествует по разным регионам России и странам Европы и Азии. В своих поездках она пишет пишет Соловецкие острова и Кижи, Москву и Петербург, Париж и Венецию, китайские мегаполисы Пекин и Шанхай, провинцию Сычуань и пещерные монастыри Дуньхуана, тайский остров Ко Чанг, символ древней Камбоджи Ангкор, побережье Вьетнама и Саудовской Аравии и другие знаменитые места по всему миру.

### Этапные работы
- Серия акварелей «Былые времена»[4] (2006—2007) — картины отмечены Дипломом лауреата I Всероссийского художественного конкурса «от Древней Руси к новой России» (Москва, 2006);
- Серия акварелей «Храмы Петербурга» (2006—2010) — произведения из этой серии награждены Дипломом XI Межвузовского творческого конкурса, посвященного Дню Св. Татьяны (2010);
- Серия акварельных работ «Московские святыни» (2006) — награждена Дипломом IX Межвузовского творческого конкурса, посвященного Дню Св. Татьяны (2008);
- Акварельный триптих «Семейные реликвии»: «Памяти деда», «Вербное воскресение» и «Семейный архив» награждён Дипломом X Межвузовского творческого конкурса, посвященного Дню Св. Татьяны, 2009), экспонировался на выставке Salon Art-Capital (Франция, Париж, Grand Palais, 2018);
- Серия «По Азии» (2014—2017) экспонировалась на выставках «Выставка русской живописи» в рамках 1-й Международной торгово-экономической ярмарки Россия-КНР (Китай, Харбин, 2015), «Учитель и ученики — Валерий Леднев и Михаил Ильин, Ольга Шаюнова, Алена Васильева» (ВЦ Санкт-Петербургского Союза художников, 2015);
- Серия «Китай» (2010—2017) экспонировалась на выставках «Когда на сердце радость» (2017, Китай, Шанхай, Выставочный центр корпорации CEG), «Алена Васильева. Санкт-Петербург — Шанхай. Живопись» (2017, Китай, Генеральное Консульство РФ в Шанхае);
- Серия «Париж» экспонировалась на выставках «Окно во Францию. Нормандский формат» (Музей искусства Санкт-Петербурга XX—XXI веков, май 2016), «Весна −2016» (ВЗ СПб СХ, апрель 2016), «Когда на сердце радость» (Китай, Шанхай, Выставочный центр корпорации CEG, 2017).

### Художественно-выставочные проекты

#### «Поэзия садов Китая и России»
Масштабный авторский художественный проект Алёны Васильевой, над которым она работает с 2014 года. За этот период создано свыше 100 картин и 15 декоративных фарфоровых блюд с надглазурной росписью, которые запечатлели пейзажи двух императорских парков — Петергофа и Ихэюаня, а также парка Юй Юаня; издан иллюстрированный каталог выставки с текстом художницы.
Алена Васильева начала сотрудничество с китайскими художниками в качестве преподавателя рисунка Российского государственного педагогического университета им. А. И. Герцена в 2007 г. Художница вносит свой вклад в развитие российско-китайского художественного диалога: она участница крупных китайских выставок, пленэров и мастер-классов, её работы находятся в собраниях государственных и частных музеев, галерей, в правительственных, муниципальных и личных коллекциях КНР.
Результатом проекта стали три персональные выставки:
- Первый этап. Ноябрь 2015 — май 2016 г. выставка «Петергоф — Ихэюань: летние императорские резиденции»[5] экспонировалась в выставочных залах «Музея семьи Бенуа» ГМЗ «Петергоф» (Санкт-Петербург, Россия) при поддержке Генерального консульства КНР в Санкт-Петербурге[6].
- Второй этап. Июнь — август 2017 г. выставка «Петергоф — Летний дворец: императорские резиденции России и Китая» была представлена выставочном зале музея Ихэюань (Пекин, КНР)[7]. Эта выставка послужила мостом для сближения двух парков, и 14 сентября 2017 г. был подписан договор о сотрудничестве ГМЗ Перегоф и парка Ихэюань, открывающий широкие перспективы для совместной творческой и научной работы[8].
- Третий этап. Идея третьего этапа проекта — экспозиции: «Поэзия садов Китая и России: Юйюань — Петегоф — Ихэюань» (сентябрь — октябрь 2017 г., выставочный центр музея Юйюань, Шанхай, КНР) — сопоставить образы двух знаменитых императорских резиденций — ансамблей России и Китая — Петергофа и Ихэюаня, а также выявить своеобразие шанхайского парка Юйюань[9].

Освещение проекта в СМИ:
Художественно-выставочный проект Алёны Васильевой отражен в ряде публикаций и репортажей в российских и китайских газетах, журналах, телевизионных программах:
- Телеканал Санкт-Петербург. Художник Алена Васильева: о персональной выставке «Петергоф — Ихэюань: летние императорские резиденции». 06:05, 27 НОЯБРЯ 2015
- МИА «Россия сегодня» РИА Новости: "В Пекине открыли выставку «Петергоф — Ихэюань: резиденции России и Китая».25.07.2017
- Никифорова Л. В. «Художник как посредник в межкультурном диалоге. К выставке Алены Васильевой в Музее семьи Бенуа. ГМЗ „Петергоф“, 24 ноября 2015 — 14 марта 2016 г.» ОБЩЕСТВО. СРЕДА. РАЗВИТИЕ (TERRA HUMANA): Научно-теоретический журнал ВАК
- «Что общего между Петергофом и Ихэюанем? Интервью с художником Аленой Васильевой» © Магазета
- Журнал «Россия и Китай». Проект «Евразийское иллюстрированное обозрение» от 28 июля 2017
- Официальный сайт Министерства культуры Российской Федерации «В Китае проходит выставка, посвященная императорским резиденциям России и Китая» от 26 июля 2017 года
- Посольство России в Китае, официальный сайт «В Пекине открыли выставку „Петергоф — Ихэюань: резиденции России и Китая“» от 26 июля 2017 года
- РИА Новости, ПЕКИН, Анна Раткогло: «В Пекине открыли выставку „Петергоф — Ихэюань: резиденции России и Китая“» от 25 июля 2017
- Российский культурный центр в Пекине, официальный сайт «Выставка в Генеральном Консульстве РФ в Шанхае», "При содействии Российского культурного центра в Пекине открылась выставка «„Летний дворец — Петергоф“» от 25 июля 2017 года

Аспирант Института искусств Педагогического университета Цзянси Се Юэюэ в докладе на научной конференции «Международный научный форум молодых ученых по россиеведению» (октябрь 2017) и в статье «Художник императорских садов Китая и России: Алена Васильева» отметила: 
«Алена Васильева благодаря мудрости и умелому владению кистью стала ангелом на небе китайско-российского художественного обмена».

#### Авторская надглазурная роспись по фарфору
Первые надглазурные росписи фарфоровых блюд были созданы в 2009 г. специально для «Музея фарфора» (КНР, провинция Хэбэй, основанного господином Ван Чан Ли при поддержке правительства провинции Хэбэй), коллекцию которого составляют фарфоровые изделия (блюда, вазы, чаши), расписанные известными живописцами, графиками, архитекторами, скульпторами, никогда до этого надглазурной росписью по фарфору не занимавшимися. А затем в «столице китайского фарфора» Таньшань Алена расписала первую серию блюд с мотивами Петербурга и его предместий (2010). Предложенный живописцем китайским партнёрам принцип росписи отличен от традиционных: в тондо фарфорового блюда вписывается одно из живописных произведений художницы. Ни одно из сотен блюд, расписанных Аленой Васильевой с 2010 по 2016 г., не повторяется.
Роспись по фарфору А.Васильевой была представлена на таких крупнейших китайских площадках как «Выставка произведений искусства китайских и иностранных художников» в рамках China Poly & Jade Phenix Yunnan International Culture and Art Week организованной Аукционным домом POLY (КНР, Куньмин, 2013) и «The 17th Beijing International Art Fair» (КНР, Пекин, 2014), «Петергоф-Ихэюань: летние императорские резиденции» (Россия, ГМЗ «Петергоф», Музей семьи Бенуа, при поддержке Генерального консульства КНР в СПб., 2015—2016), «Петергоф-Летний дворец: императорские резиденции Китая и России» (КНР, Гос. музей "Ихэюань, Пекин, 2017), «Поэзия садов Китая и России» (КНР, Гос. музей Юйюань, Шанхай, 2017), входит в коллекции известных деятелей культуры Китая и России.
В сентябре-октябре 2016 г. А.Васильева провела серию мастер-классов надглазурной росписи по фарфору и была модератором студии (workshop) «Живопись на фарфоре» в рамках «Silk Road (Dunhuang) International Cultural EXPO» (Дуньхуан, Выставочный центр, 20.09 — 10.10. 2016) и «Встречи художников» в Ланьчжоу (октябрь 2016) — участники 42 художника из 20 стран (Россия, Германия, Италия, Франция, Польша, Казахстан, Армения, Китай и др.)

#### Серия корпоративной эксклюзивной продукции ОАО «РЖД» по мотивам картины Алены Васильевой «Ожидание. Витебский вокзал в Петербурге»
ОАО «Российские железные дороги» выпустило серию корпоративной эксклюзивной продукции по мотивам картины Алены Васильевой «Ожидание. Витебский вокзал в Петербурге» (2012. Холст, масло. 80х90). Эта картина была представлена на выставке произведений живописи и графики, организованной ОАО «РЖД» и посвященной 175-летию железных дорог России, проходившей в Российском этнографическом музее в Санкт-Петербурге с 23 октября по 6 ноября 2012 г. и опубликована в каталоге.
В 2015 г. картина Алены Васильевой «Ожидание. Витебский вокзал в Петербурге» (2012. Холст, масло. 80х90) экспонировалась на выставке в Смольном — официальной резиденции мэра и администрации Санкт-Петербурга.
Основой дизайн-концепции фирменной коллекции сувенирной продукции «РЖД» является элемент картины А. Васильевой — интерьер Витебского вокзала, который воспроизведен в монохромном варианте на серии фарфоровых, полиграфических изделий и упаковке, а на ряде предметов (фарфор, керамика, шелковый платок, металлоизделия, полиграфическая продукция и пр.) сюжет картины изображен в полноцветном варианте.

### Персональные выставки
Состоялось 25 персональных выставок А.Васильевой в музеях, галереях, выставочных залах России, Китая, Франции.
Среди них:
- 1997 «Первая выставка» (СПб., РГПУ им. А. И. Герцена),
- 2001 «Возвращение в лето» (СПб., Фонтан-театр),
- 2005 «Тридцать акварельных фраз» (СПб., галерея Н. А. И. В.),
- 2006 «Петербургская сюита» (СПб., Салон «Сентябревъ»),
- 2007 «Мой Петербург» (Китай, Циндао),
- 2008 «Москва-Петербург» (СПб., Салон «Сентябревъ»),
- 2008 «Петербургская акварель» (Китай, Ланьчжоу),
- 2009 «Акварель» (Китай, Шицзячжуан),
- 2010 «Санкт-Петербург. Весна» (СПб.-Райволи, Галерея АРТ-Объект),
- 2012 «Кижи — заповедный остров» (Государственный историко-архитектурный и этнографический музей-заповедник «Кижи»),
- 2012 «Избранное» (Китай, Пекин, CCTV),
- 2015—2016 «Петергоф-Ихэюань: летние императорские резиденции» (ГМЗ «Петергоф», Музей семьи Бенуа),
- 2016 «Лето» (I-Gallery, Париж),
- 2017 «Петергоф-Летний дворец: императорские резиденции России и Китая» (Китай, Пекин, Гос. музей Ихэюань),
- 2017 «Поэзия садов Китая и России: Юйюань — Петегоф — Ихэюань» (Шанхай, Гос. музей Юйюань),
- 2017 «Когда на сердце радость» (Китай, Шанхай, Выставочный центр корпорации CEG),
- 2017 «Алена Васильева. Санкт-Петербург — Шанхай. Живопись». (Китай, Генеральное Консульство РФ в Шанхае).

### Коллективные художественные выставки с участием А.Васильевой
с 1992 года участвовала более чем в 200 российских и международных художественных выставках. Среди них:
- 2002 «Европастель» (Италия, Фоссано)
- 2008 «Международный художественный симпозиум Преподобного Андрея Рублева» (СПб., Галерея С. П. А. С.)
- 2012 «Окна в Россию» (Мексика, Мехико, Национальный Музей акварели им. Альфредо Гуати)
- 2012 «Современная российская живопись» (Китай, Пекин, Выставочный зал Олимпийского парка)
- 2012 «Выставка российской современной реалистической живописи и скульптуры» (Китай, Ланьчжоу, Художественный музей провинции Ганьсу)
- 2013 Выставка аукциона China Poly&Jafe Phoenix (Китай, Куньмин)
- 2014 «Выставка русской живописи» в рамках 25-й Харбинской международной торгово-экономической ярмарки КНР (Китай, Харбин)
- 2014 BIAF-2014 (Китай, Пекин)
- 2015 «Учитель и ученики — Валерий Леднев и Михаил Ильин, Ольга Шаюнова, Алена Васильева» (ВЦ Санкт-Петербургского Союза художников)
- 2016 «Oil Painting Exibition» в рамках «Silk Road International Cultural EXPO» (Китай, Дуньхуан)
- 2017 «Живопись художников Санкт-Петербурга» (Сербия, Сомбор, Городской музей; Белград, Русский центр науки и культуры)
- 2017 «Свой город» (СПб, Музейно-выставочный центр «Петербургский художник»),
- 2017 1-e Biennale des Beaux-Arts Rambouillet (Франция, Париж)
- 2018 Salon Art-Capital (Франция, Париж , Grand Palais)
- 2018 Выставка «Shanghai Huangpu 2018 Spring Auction of Art Works» (Китай, Шанхай)

## Научная деятельность
А. А. Васильева ведет активную научную работу (свыше 80 статей для научных и научно-популярных изданий и выступая с докладами на российских и международных конференциях, более 40 докладов и выступлений).
Область научных интересов: российское изобразительное искусство и культура XX—XXI веков; искусство и культура Китая; российско-китайских диалог в сфере искусства; теория и история сценографии.
Русско-китайский журнал «Современный художник», издается на русском и китайском языке (СПб-Москва-Пекин).
Редактор, автор статей — с основания журнала в 2014 г .
Город Красное Село: Иллюстрированный путеводитель для детей и их родителей: Книга для семейного чтения / А. А. Васильева, Н. О. Верещагина, И. Б. Козак; иллюстрации В. Н. Мерецкой; научный редактор В. П. Соломин.— СПб.: Изд-во РГПУ им. А. И. Герцена, 2014. — 152 с.: ил.
Тексты, составление, редактирование, координация и курирование уникального издания для детей — первого иллюстрированного путеводителя по городу Красное Село для школьников и их родителей.
Евгений Гердюк: монументальное искусство, живопись, графика. Альбом. — СПб.: Издательско-полиграфический комплекс «НП-Принт», 2014.
Координация, составление, редактирование издания, посвященного 80-летию мастера и подготовленного его учениками в дар педагогу. В альбоме представлено творчество художника и педагога Евгения Степановича Гердюка (1934—2015), чей жизненный путь неразрывно связан с Кыргызстаном и Санкт-Петербургом. Статьи Л. М. Мосоловой, В. А. Леднева, А. М. Безгрешновой и воспоминания учеников Евгения Степановича.

## Педагогическая деятельность
Более 15 лет Алена Александровна Васильева посвятила педагогической деятельности на кафедре рисунка факультета изобразительного искусства Российского государственного педагогического университета им. А. И. Герцена, преподавала рисунок и акварель, осуществляла руководство дипломными работами, магистерскими и кандидатскими диссертациями, курировала творческую и научную деятельность студентов, руководила работой научного семинара аспирантов кафедры рисунка, работала заместителем заведующего кафедрой рисунка и заместителем декана факультета изобразительного искусства (1999—2015). Под руководством А. А. Васильевой защищена кандидатская диссертация на тему: «Готические мотивы в русском театрально-декорационном искусстве XIX века» (автор — М. М. Василькова (2011)).

## Кураторская деятельность
Ученики А. А. Васильевой — участники и победители петербургских, российских и международных конкурсов и выставок творческих работ, межвузовских и всероссийских научно-практических конференций.
Международный конкурс «Герценовский университет в сердце Петербурга», 2012
Куратор проекта: Алена Александровна Васильева — кандидат искусствоведения, доцент кафедры рисунка, заместитель декана факультета изобразительного искусства РГПУ им. А. И. Герцена.
В конкурсе приняли участие художники из разных регионов России. На суд жюри были представлены живопись, графика, скульптура, декоративно-прикладное искусство, дизайнерские проекты, научные исследования.
Ректор Герценовского университета В. П. Соломин высоко оценил вклад А.Васильевой : 

«То, что задумал, а главное воплотил в жизнь дружный творческий коллектив факультета изобразительного искусства … при исключительно ответственном кураторстве заместителя декана факультета, доцента, кандидата искусствоведения А. А. Васильевой — это восхищает и по-настоящему радует. Выставка уникальна по идее, содержанию, организации и что особенно важно — по количеству и составу участников».
.
Проект был активно поддержан государственными и общественными организациями, творческими союзами и СМИ.

## Избранные публикации
- Васильева А. А. Петергоф-Ихэюань — летние императорские резиденции [Вступительная статья, илл.]. — СПб., Издательско-полиграфический комплекс «НП-Принт», 2015. — С. 10-50, ил.
- Васильева А. А. Анатолий Левитин — живописная летопись эпохи // Современный художник: журнал [на русском и китайском языках]. — СПб.-Пекин, 2015. — № 04. Декабрь. — С. 16-29.
- Васильева А. А., Верещагина Н. О., Козак И. Б. Город Красное Село: Иллюстрированный путеводитель для детей и их родителей: Книга для семейного чтения / А. А. Васильева; иллюстрации В. Н. Мерецкой; научный редактор В. П. Соломин.— СПб.: Изд-во РГПУ им. А. И. Герцена, 2014. — 152 с.: ил.
- Васильева А. А. Мир в живописи Валерия Леднева // Валерий Леднев. Избранные произведения: Альбом [на китайском и русском языках]. — 2015. — Цзинжэчжэнь [КНР]: Издательство Цзянси. — С. 11-24.
- Васильева А. А. Николай Галахов: Ода величественной красе Русского Севера // Современный художник: журнал. — СПб.-Пекин, 2014. — № 2. Июнь. — С. 66-75.
- Васильева А. А., Махтина В. М., Прозорова Е. С. Бывают дни и люди, которые оказывают влияние на всю жизнь [Е. С. Гердюк] // Евгений Гердюк: монументальное искусство, живопись, графика. Альбом. — СПб.: Издательско-полиграфический комплекс «НП-Принт», 2014. — с. 78-79
- Васильева А. А., Подзорова А. Любимые звери и птицы Татьяны Капустиной: тепло притягательной красоты// Современный художник: журнал. — СПб.-Пекин, 2014. — № 1. Апрель. — С. 48-55.
- Васильева А. А. Мир в живописи Валерия Леднева // Петербургский художник. Иллюстрированный журнал. — 2014. — № 23 (1-2, 2014). — С. 6-21.
- Васильева А. А. Скульптура в современных архитектурных проектах (по следам биеннале "Архитектура Петербурга 2013) // Terrahumana. Общество. Среда. Развитие. Научно-теоретический журнал. — 2013. № 3 (28). — С. 168—171 .
- Васильева А. А., Чой Кьюнг Сук Корейская хореография в академическом дискурсе Санкт-Петербурга (фрагменты текстов выступлений на защите диссертации Чой К. С. «Корейская хореография: культурный контекст и опыт феноменологической интерпретации танцевальной практики» в РГПУ им. А. И. Герцена) // Концептуальные образы Санкт-Петербурга в современной российской и европейской культуре, искусстве и литературе. — СПб.: Издательский дом «Петрополис», 2011, с. 508—519.
- Васильева А. А. Искусство и наука: о творческой деятельности студентов факультета изобразительного искусства // UNIVERSUM: Вестник Герценовского университета. № 11 (61) 20 ноября 2008. — С. 48-53.
- Васильева А. А. Петербург в творчестве А. Ф. Зубова и М. И. Махаева: культурологический аспект // Вторые Лупповские чтения: Доклады и сообщения. Санкт-Петербург, 12 мая 2005 г. / сост. П. И. Хотеев, отв. ред. В. П. Леонов, П. И. Хотев. — М.: Наука, 2006. — С. 143—157.
- Васильева А. А. «Сценографический хронотоп» как инструмент анализа оформления спектаклей (на примере сценографии В. В. Дмитриева к балету «Щелкунчик», 1929) // Изобразительное искусство и театр: тема, образ, метод: Сб. статей / Гос. Эрмитаж; под ред. А. В. Камчатовой. — СПб.: Изд-во Гос. Эрмитажа, 2006, с. 134—142. (статья).
- Васильева А. А. Последний зачет // Воспоминания о Галине Константиновне Щедриной: Сборник ста-тей / РГПУ им. А. И. Герцена. — СПб., 2004.
- Васильева А. А. Ритм и смысл в произведении искусства // Культурологические исследования″ 04: Сб. научн. тр. — СПб.: Изд-во РГПУ им. А. И. Герцена, 2004, с. 211—219. (статья).
- Васильева А. А., Васильева Л. С. Летние дачи Петербургской губернии в формировании личности ученого (на примере семьи Каринских — Лупповых) // Культурное наследие Российского государства: Ученые политики, журналисты об историческом и культурном достоянии. Сб. науч. тр. / Отв. ред. А. Н. Кирпичников. Вып. IV. — СПб.: ИПК «Вести», 2003, с. 207—223, илл. (статья).
- Васильева А. А. Энергия цвета. Матисс в Знаменском переулке [О коллекции С. И. Щукина, 1854 −1936] // Ваш дом. — 2000, № 2 (16). — С. 106—109.
- Васильева А. А. Психея во дворце ситцевого короля [О коллекции И. А. Морозова, 1871—1921] // Ваш дом. — 2000, № 6 (20). — С. 84-87.
- Васильева А. А. Родословная Лупповых-Каринских // Лупповские чтения 2000.: Доклады и сообщения СПБ., БАН, 12 мая 2000 / Под ред. В. П. Леонова и П. И. Хотеева. — СПб.: РПМ БАН, 2000.